# Miltsjo Goranov
Miltsjo Nikolov Goranov (Bulgaars: Милчо Николов Горанов) (Lom, 6 november 1928 - Sofia, 28 juli 2008) was een Bulgaars voetballer. Hij heeft gespeeld bij Slavia Sofia en Republikanets Lom.

## Loopbaan
Goranov maakte zijn debuut voor Bulgarije in 1950. Hij heeft 21 wedstrijden gespeeld voor de nationale ploeg. Hij maakte deel uit van de selectie voor het voetbaltoernooi op de Olympische Zomerspelen 1956, waar Bulgarije een bronzen medaille won.
Goranov overleed op 28 juli 2008.

## Erelijst
- Olympische Zomerspelen 1956 : 1956 (Brons)
- Bulgarije beker (1) : 1952 (Slavia Sofia)